# Guntzviller
Guntzviller [ɡuntsvilɛʁ] est une commune française située dans le département de la Moselle en région Grand Est.
Cette commune se trouve dans la région historique de Lorraine et fait partie du pays de Sarrebourg.

## Géographie

### Communes limitrophes
| Hommarting  | Arzviller        |             |
| Niderviller | Guntzviller      | Saint-Louis |
|             | Plaine-de-Walsch | Haselbourg  |

### Hydrographie
La commune est située dans le bassin versant du Rhin au sein du bassin Rhin-Meuse. Elle est drainée par le canal de la Marne au Rhin, la Zorn, le ruisseau d'Arzviller et le ruisseau de Heyerst.
Le canal de la Marne au Rhin, d'une longueur totale de 314 km, et 178 écluses à l'origine, relie la Marne (à Vitry-le-François) au Rhin (à Strasbourg). Par le canal latéral de la Marne, il est connecté au réseau navigable de la Seine vers l'Île-de-France et la Normandie.
La Zorn, d'une longueur totale de 96,7 km, prend sa source dans la commune de Walscheid et se jette  dans le canal de la Marne au Rhin à Rohrwiller, après avoir traversé 34 communes.

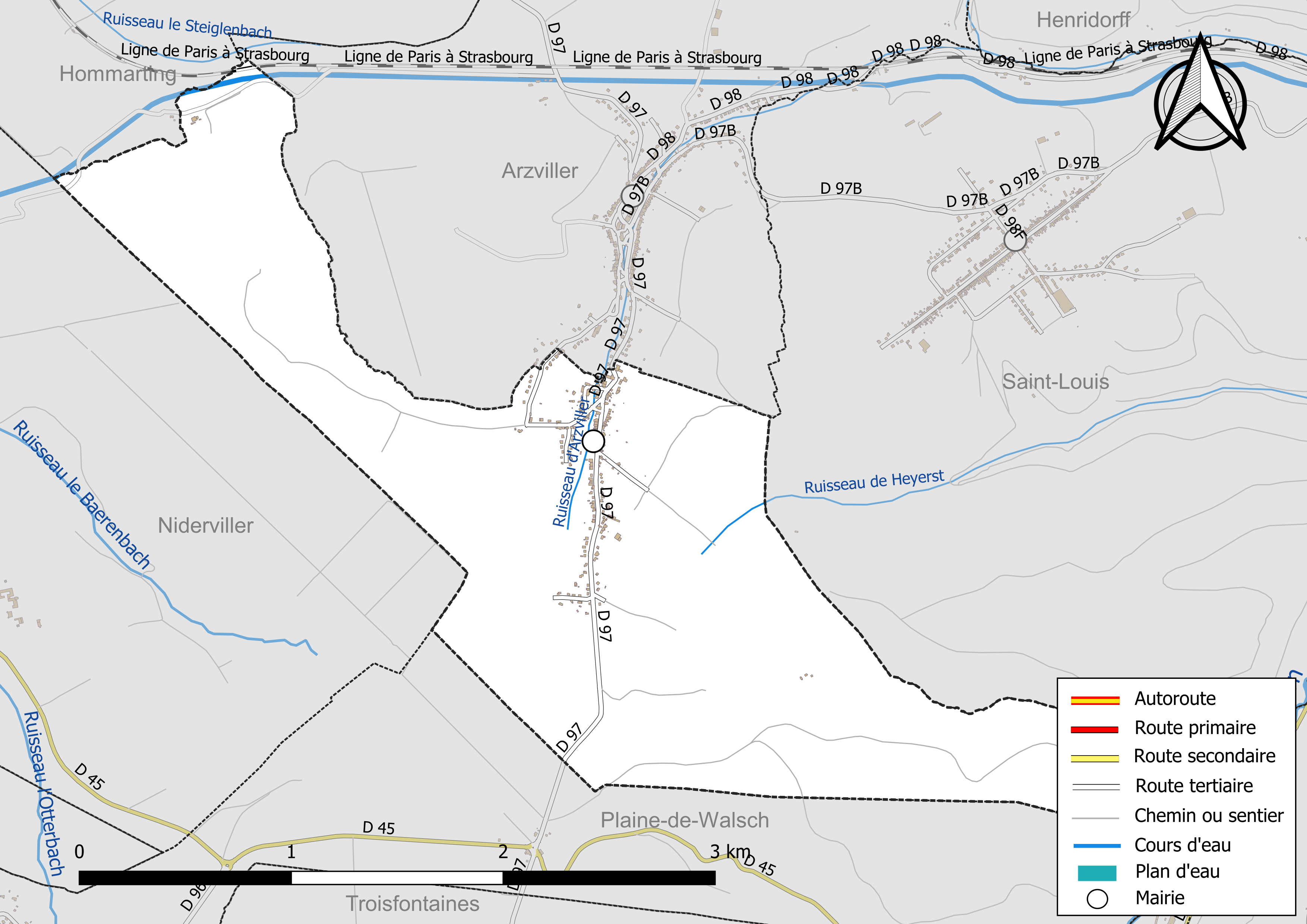
Réseaux hydrographique et routier de Guntzviller.

La qualité des eaux des principaux cours d’eau de la commune, notamment du canal de la Marne au Rhin et de la Zorn, peut être consultée sur un site spécal géré par les agences de l’eau et l’Agence française pour la biodiversité.

### Climat
Pour des articles plus généraux, voir Climat du Grand Est et Climat de la Moselle.
En 2010, le climat de la commune est de type climat des marges montargnardes, selon une étude du Centre national de la recherche scientifique s'appuyant sur une série de données couvrant la période 1971-2000. En 2020, Météo-France publie une typologie des climats de la France métropolitaine dans laquelle la commune est exposée à un climat semi-continental et est dans la région climatique  Vosges, caractérisée par une pluviométrie très élevée (1 500 à 2 000 mm/an) en toutes saisons et un hiver rude (moins de 1 °C). 
Pour la période 1971-2000, la température annuelle moyenne est de 9,6 °C, avec une amplitude thermique annuelle de 17,3 °C. Le cumul annuel moyen de précipitations est de 1 019 mm, avec 12,7 jours de précipitations en janvier et 10,4 jours en juillet. Pour la période 1991-2020, la température moyenne annuelle observée sur la station météorologique de Météo-France la plus proche, « Nitting_sapc », sur la commune de Nitting à 11 km à vol d'oiseau, est de 10,4 °C et le cumul annuel moyen de précipitations est de 993,7 mm. 
La température maximale relevée sur cette station est de 37,9 °C, atteinte le 25 juillet 2019 ; la température minimale est de −19,4 °C, atteinte le 26 décembre 2010,,. 
Les paramètres climatiques de la commune ont été estimés pour le milieu du siècle (2041-2070) selon différents scénarios d'émission de gaz à effet de serre à partir des nouvelles projections climatiques de référence DRIAS-2020. Ils sont consultables sur un site spécial publié par Météo-France en novembre 2022.

## Urbanisme

### Typologie
Au 1er janvier 2024, Guntzviller est catégorisée commune rurale à habitat dispersé, selon la nouvelle grille communale de densité à sept niveaux définie par l'Insee en 2022.
Elle est située hors unité urbaine. Par ailleurs la commune fait partie de l'aire d'attraction de Sarrebourg, dont elle est une commune de la couronne,. Cette aire, qui regroupe 87 communes, est catégorisée dans les aires de 50 000 à moins de 200 000 habitants,.

### Occupation des sols
L'occupation des sols de la commune, telle qu'elle ressort de la base de données européenne d’occupation biophysique des sols Corine Land Cover (CLC), est marquée par l'importance des territoires agricoles (65,1 % en 2018), en diminution par rapport à 1990 (66 %). La répartition détaillée en 2018 est la suivante : 
terres arables (54,8 %), forêts (30,2 %), cultures permanentes (7 %), zones urbanisées (4,7 %), prairies (3,2 %). L'évolution de l’occupation des sols de la commune et de ses infrastructures peut être observée sur les différentes représentations cartographiques du territoire : la carte de Cassini (XVIIIe siècle), la carte d'état-major (1820-1866) et les cartes ou photos aériennes de l'IGN pour la période actuelle (1950 à aujourd'hui).

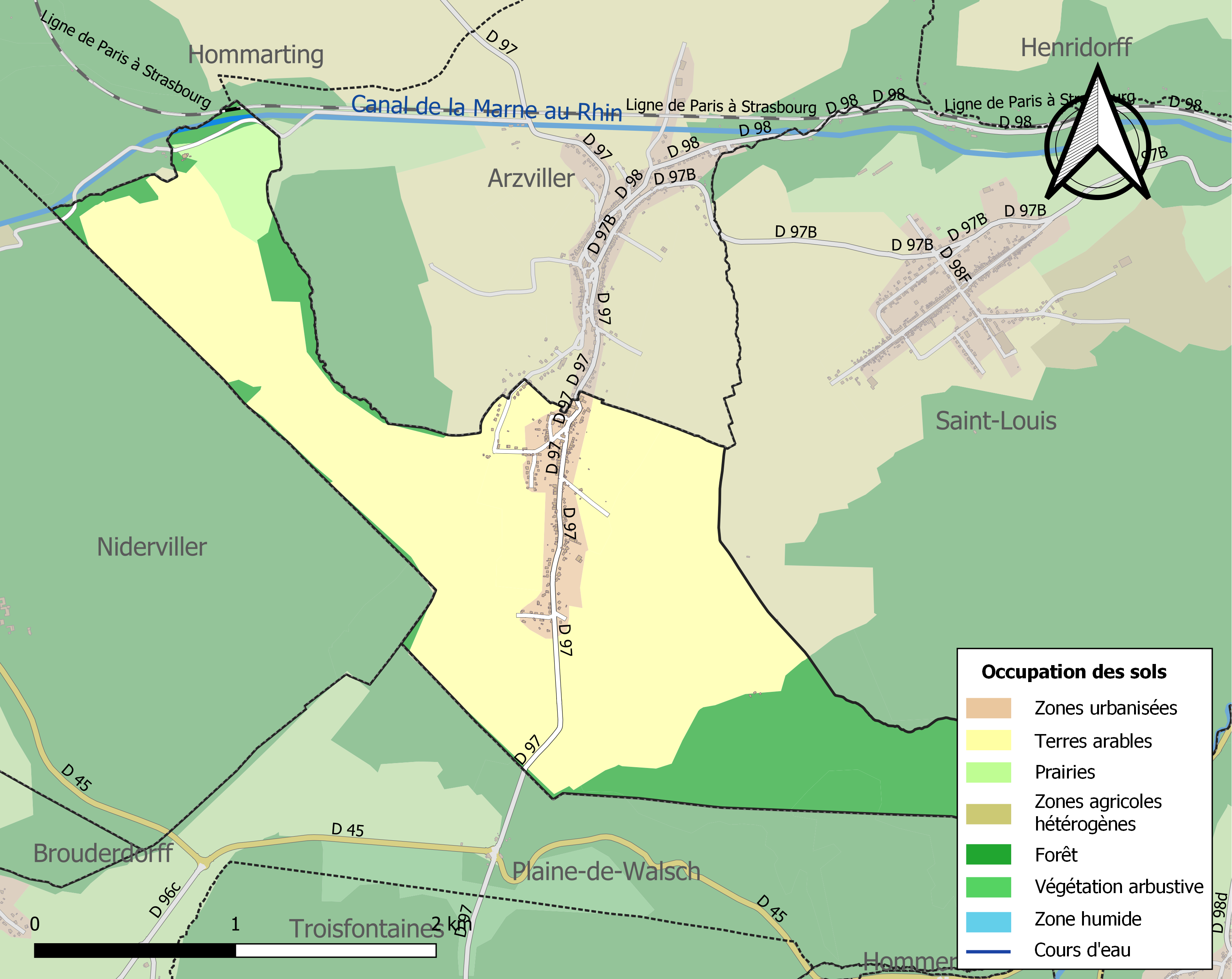
Carte des infrastructures et de l'occupation des sols de la commune en 2018 (CLC).

## Toponymie
- Guntzweiller (1779)[15], Guntzviller (1793), Guntzwiller[16], Gunzweiler (1871-1918).
- Gunzwiller en francique lorrain.

### Sobriquet
Hébiber.

## Histoire
- Village de la principauté de Phalsbourg.
- Mentionné pour la première fois en 699 sous la forme Villa Gundvino Super Fluvio Biberacha, était situé au sud de l'agglomération actuelle.
- Entièrement détruit entre 1634 et 1636 par les Suédois.
- En octobre 1700, Jacques Krummenacker, descendant d'immigrés suisses ayant rejoint l'Alsace après la Guerre des paysans, refonde le village en installant à ce lieu une verrerie et quelques maisons. Le village est érigé en paroisse au cours du XVIIIe siècle et la verrerie cesse de fonctionner avant la Révolution. Les habitants se tournent alors vers l'agriculture sur les terres déboisées pour les besoins de l'ancienne verrerie.
- Village partiellement détruit en 1939-1945.

## Politique et administration
| Période                                  | Période   | Identité              | Étiquette | Qualité |
| ---------------------------------------- | --------- | --------------------- | --------- | ------- |
| Les données manquantes sont à compléter. |           |                       |           |         |
| 1889                                     | 1914      | Vincent Krummenacker  |           |         |
| 1914                                     | 1918      | Antoine Mutz          |           |         |
| 1953                                     | 1971      | Alphonse Krummenacker |           |         |
| mars 1971                                | mars 2001 | Joseph Krummenacker   |           |         |
| mars 2001                                | 2020      | Yvon Firdion          |           |         |
| mai 2020                                 | En cours  | Janique Gubelmann     |           |         |

## Démographie
L'évolution du nombre d'habitants est connue à travers les recensements de la population effectués dans la commune depuis 1793. Pour les communes de moins de 10 000 habitants, une enquête de recensement portant sur toute la population est réalisée tous les cinq ans, les populations de référence des années intermédiaires étant quant à elles estimées par interpolation ou extrapolation. Pour la commune, le premier recensement exhaustif entrant dans le cadre du nouveau dispositif a été réalisé en 2005.

En 2022, la commune comptait 356 habitants, en évolution de −8,25 % par rapport à 2016 (Moselle : +0,52 %, France hors Mayotte : +2,11 %).
| 1793 | 1800 | 1806 | 1821 | 1831 | 1836 | 1841 | 1846 | 1851 |
| ---- | ---- | ---- | ---- | ---- | ---- | ---- | ---- | ---- |
| 283  | 300  | 374  | 377  | 448  | 442  | 506  | 448  | 465  |

| 1856 | 1861 | 1871 | 1875 | 1880 | 1885 | 1890 | 1895 | 1900 |
| ---- | ---- | ---- | ---- | ---- | ---- | ---- | ---- | ---- |
| 428  | 431  | 398  | 391  | 427  | 415  | 427  | 421  | 427  |

| 1905 | 1910 | 1921 | 1926 | 1931 | 1936 | 1946 | 1954 | 1962 |
| ---- | ---- | ---- | ---- | ---- | ---- | ---- | ---- | ---- |
| 417  | 428  | 370  | 356  | 343  | 343  | 321  | 313  | 319  |

| 1968 | 1975 | 1982 | 1990 | 1999 | 2005 | 2006 | 2010 | 2015 |
| ---- | ---- | ---- | ---- | ---- | ---- | ---- | ---- | ---- |
| 297  | 326  | 333  | 337  | 338  | 340  | 347  | 385  | 391  |

| 2020 | 2022 | - | - | - | - | - | - | - |
| ---- | ---- | - | - | - | - | - | - | - |
| 362  | 356  | - | - | - | - | - | - | - |

## Culture locale et patrimoine

### Lieux et monuments

#### Édifices civils
- Borne-fontaine d'origine gallo-romaine.

#### Édifices religieux

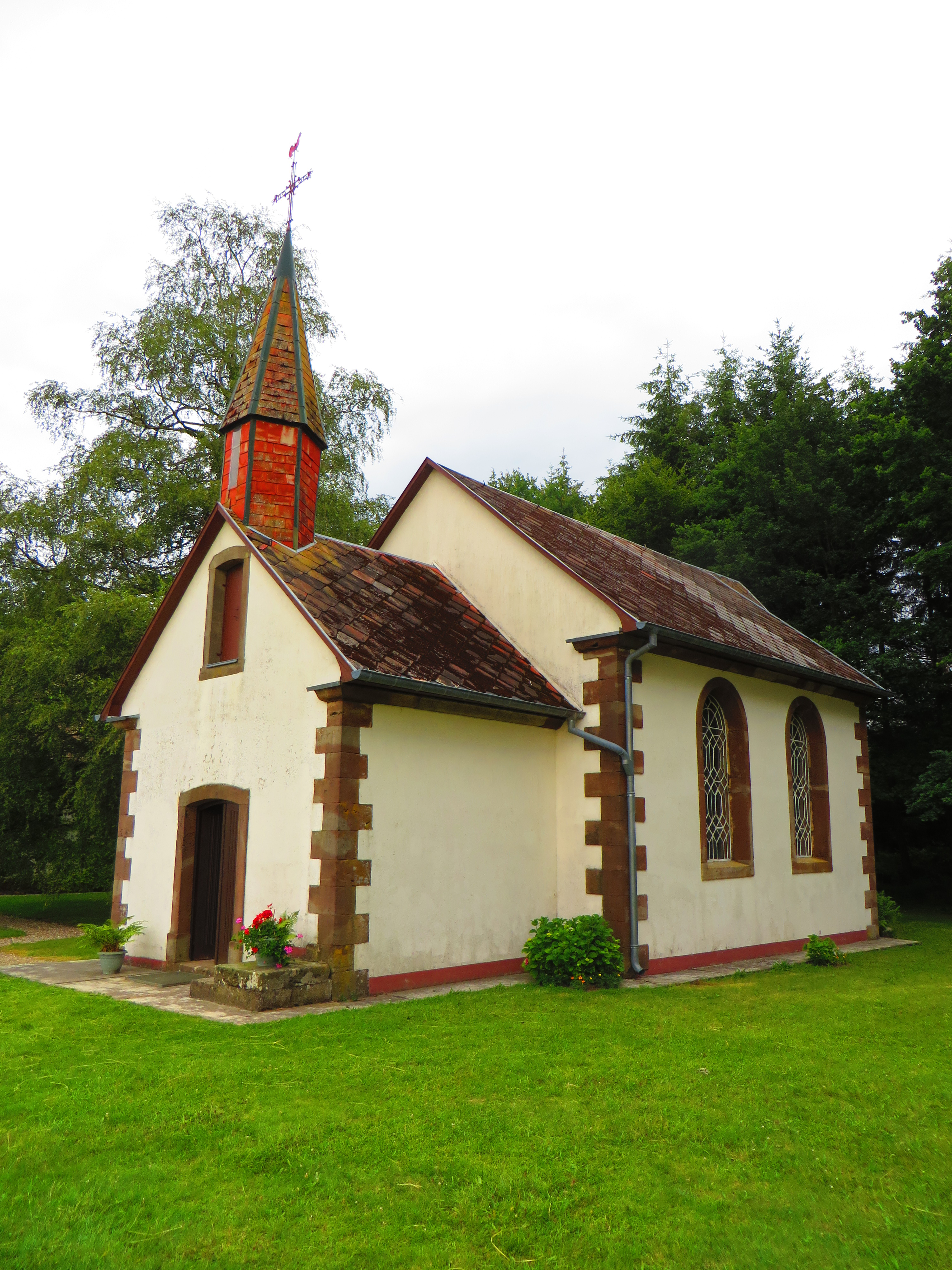
Chapelle Saint-Vincent

- Église de l'Assomption-de-la-Bienheureuse-Vierge-Marie, la construction d'une église fut autorisée en 1721 et sa construction se termina en 1726, date de nomination du premier curé desservant, nouvelle église de 1960.
- Chapelle Saint-Vincent au Wackenberg.

### Héraldique
| Blason de Guntzviller | Blason  | Coupé: au 1er d'or au lion issant d'azur, armé, lampassé et couronné du champ, au 2e parti d'azur et d'argent. |
| Blason de Guntzviller | Détails | Le statut officiel du blason reste à déterminer.                                                               |

## Pour approfondir